# Parahyponomeuta
Parahyponomeuta là một chi bướm đêm thuộc họ Yponomeutidae.

## Các loài
- Parahyponomeuta egregiella - Duponchel, 1838